# Ситабамба
Ситабамба је град y Перуу.